# Kétbodony
Kétbodony é um município da Hungria, situado no condado de Nógrád. Tem 13,05 km² de área e sua população em 2015 foi estimada em 433 habitantes.